# Anders Frisk
Anders Frisk (Göteborg, 18 februari 1963) is een Zweeds oud-voetbalscheidsrechter. In het dagelijks leven is hij verzekeringsagent.
Hij begon zijn scheidsrechterscarrière in 1978. Vanaf 1989 was hij actief in de hoogste Zweedse divisie en vanaf 1991 floot hij ook internationale wedstrijden. Zijn hoogtepunt was het fluiten van de finale van het EK 2000 in Nederland tussen Frankrijk en Italië.
Op 15 september 2004 floot Frisk in de Champions League de wedstrijd AS Roma-Dynamo Kiev. In de rust bij het lopen naar de kleedkamer werd hij geraakt door een voorwerp uit het publiek. Frisk staakt de wedstrijd en AS Roma verliest de wedstrijd reglementair met 0-3.
Tijdens de achtste finale in diezelfde Champions League tussen FC Barcelona en Chelsea is er tijdens de rust weer een incident. Barcelona-trainer Frank Rijkaard gaat een gesprek aan met Frisk, terwijl de assistent-trainer van Chelsea hier ophef over maakt. Na afloop van de wedstrijd verschijnt Chelsea-trainer José Mourinho om die reden niet op de persconferentie. In de weken daarna worden Frisk en zijn familie veelvuldig met de dood bedreigd door hooligans van Chelsea. Het gerucht van het mogelijke gesprek met Rijkaard in de rust en de in hun ogen onterechte rode kaart voor Didier Drogba in die wedstrijd zouden de redenen zijn. Op 12 maart 2005 maakt Frisk bekend dat hij met onmiddellijke ingang stopt als scheidsrechter. Chelsea heeft aangekondigd een onderzoek te starten naar mogelijke bedreigingen vanuit de achterban. De UEFA schorste Mourinho twee wedstrijden vanwege zijn opruiende verwijten aan Frisk.
Chelsea heeft toegegeven dat er niets gebeurde tussen Rijkaard en Frisk.